# ツトム・ヤマシタ
ツトム・ヤマシタ（Stomu Yamash'ta本名：山下 勉、1947年3月15日 - ）は京都市出身の打楽器奏者、作曲家、キーボーディスト、禅美学者。

## 来歴
5歳よりピアノを始め、8歳より打楽器を始める。学生時代より地元の京都市交響楽団、大阪フィルハーモニー交響楽団等に参加した後、1964年、17歳で渡米し、ニューヨークのジュリアード音楽院で学ぶ。1967年にボストンのバークリー音楽院に入学。シカゴ室内管弦楽団との共演などを通じてキャリアを積んでいく。小澤征爾指揮、ニューヨーク・フィルの演奏会で武満徹作曲の打楽器協奏曲「カシオペア」のソリストなどを務める。
1970年に渡欧し前衛音楽家として活動を始める。1971年、イギリスにて実験芸術集団レッド・ブッダ・シアターを主宰。アルバム『《人》-ツトム・ヤマシタ 打楽器リサイタル・ライヴ』を発表。その後は映画音楽やバレエ音楽も手がける。1973年にはプロデューサー、作曲両部門でグラミー賞にノミネートされる。
1976年にアルバム『ゴー』、フランスでのライブを記録した『ゴー・ライヴ』、1977年に『ゴー・トゥー』を発表。この一連のプロジェクトにはクラウス・シュルツェ、アル・ディ・メオラ、スティーヴ・ウィンウッド等が参加した。
帰国後、舞台創作などマルチ・アーティストとして活動を展開する。近年ではサヌカイトによる打楽器を創作し、2005年からサヌカイトを用いた宗教的なアプローチも行っている。2013年京都市文化功労者。京都市立京都堀川音楽高等学校芸術顧問。

### その他
父は、戦後全国的に先駆け上京中学校に吹奏楽部を創設した山下清孟。清孟はその後洛南高校吹奏楽部を全国的な吹奏楽部に育て、日本高等学校吹奏楽連盟　高校吹奏楽殿堂　第1回顕彰者となった。姉はレッド・ブッダシアターの主演女優を務めた小牧璋子で「私の蜃気楼よ、消えることなく―レッド・ブッダ・シアターと共に」（筑摩書房、1986年3月）の著書がある。

## 交友関係
- 武満徹
- 小沢征爾
- ハンス・ヴェルナー・ヘンツェ
- ヘルベルト・フォン・カラヤン
- ミック・ジャガー
- ポール・マッカートニー
- ボブ・マーリー
- マルコム・マクラーレン
- デヴィッド・ボウイ
- ジョージ・ハリスン
- チャーリー・ワッツ
- ジョージ・ルーカス
- クラウス・シュルツェ
- アル・ディ・メオラ
- スティーヴ・ウィンウッド
- マイケル・シュリーヴ
- ポール・バックマスター
- ピーター・マックスウェル・デイヴィス

## ディスコグラフィ
- 『《人》-ツトム・ヤマシタ 打楽器リサイタル・ライヴ』 - Percussion Recital (1971年) ※ライブ
- 『打! ツトム・ヤマシタの世界』 - The World Of Stomu Yamash'ta (1971年) ※ライブ
- 『渦＝ ツトム・ヤマシタの世界<2>』 - Uzu: The World Of Stomu Yamash'ta 2 (1971年) ※ライブ
- 『ものみな壇ノ浦へ』 - Metempsychosis (1971年) ※佐藤允彦とコラボレーション
- 『赤い仏像』 - Red Buddha (1971年)
- 『サンライズ・フローム・ウエスト・シー』 - Sunrise From West Sea (1971年) ※ライブ
- 『フローティング・ミュージック』 - Floating Music (1972年)
- 『ロバート・アルトマンのイメージズ』 - Images original soundtrack (1972年) ※映画音楽。ロバート・アルトマン監督作。作曲：ジョン・ウィリアムス。パーカッション・ソロ：ツトム・ヤマシタ
- 『ナターシャ・ウンゲホイエルの家へのけわしい道のり』 - Der Langwierige Weg In Die Wohnung Der Natascha Ungeheuer (1972年)
- 『打楽器のための現代作品集』 - Henze/Takemitsu/Maxwell Davies (1972年)
- 『ザ・マン・フロム・ジ・イースト』 - The Man From The East (1973年) ※舞台サントラ
- 『フリーダム・イズ・フライトニング』 - Freedom Is Frightening (1973年)
- 『F1グランプリ 栄光の男たち』 - One by One (1975年) ※映画音楽。クロード・デュボック監督作。
- 『雨犬 (レインドッグ)』 - Raindog (1975年)
- Die Neue Musik Und Ihre Neuesten Entwicklungen (1975年)
- 『ゴー』 - Go (1976年)
- 『ゴー・ライヴ』 - Go Live From Paris (1976年)
- 『ゴー・トゥー』 - Go Too (1977年)
- 「技 永遠なる武道」 - Waza + Mujo 7" from:Budo: The Art of Killing (1978年) ※映画音楽。根本順善監督作。
- 『いろは 天地』 - Iroha-Ten/Chi (1981年)
- 『いろは・水』 - Iroha-Sui (1982年)
- Tempest (1982年) ※映画音楽。ポール・マザースキー監督作。
- 『いろは 火』 - Iroha-Ka (1983年)
- 『空海』 - Kukai (1984年) ※映画音楽。佐藤純彌監督作『空海』サントラ。
- 『空と海』 - Sea & Sky (1985年)
- 『太陽の儀礼 VOL.2 サヌカイトの幻想』 - Solar Dream, Vol. 2 Fantasy Of Sanukit (1990年)
- 『太陽の儀礼 VOL.1 久遠之今』 - Solar Dream, Vol. 1 The Eternal Present (1993年)
- 『太陽の儀礼 VOL.3 神々のささやき』 - Solar Dream  Vol. 3 Peace And Love (1997年)
- 『美しき出逢い パート1』 - A Desire of Beauty and Wonder Stone, Part 1 (1999年)
- 『LISTEN TO THE FUTURE VOL.I 懐かしき未来』 - Listen To The Future, Vol. 1 (2001年)
- 『東風』 - Tofu (2002年) ※鼓童、吉田兄弟らを含むコンピレーション盤
- Live In Stockholm, Sweden, September 28, 1974 (2005年) ※ライブ
- Bergmál (2006年) ※アイスランドのアーティストであるRagnhildur Gísladóttir、Sjónとのコラボレーション
- 『地球に落ちて来た男』 - The Man Who Fell to Earth（2016年）※映画音楽（1976年の映画公開から40年ぶりにサントラ盤が初商品化）ニコラス・ローグ監督作品。
- 『The Purple 源氏物語より』 - The Purple (2017年)